# Teodolfo Mertel
Teodolfo Mertel (né le 9 février 1806 à Allumiere dans le Latium, et mort le 11 juillet 1899 à Allumiere) est un cardinal italien du XIXe siècle.

## Biographie
Teodolfo Mertel exerce des fonctions au sein de la Curie romaine, notamment à la Chambre apostolique et à la Rote romaine et comme ministre sans portefeuille et ministre de la Justice de 1850 à 1858.
Le pape Pie IX le crée cardinal lors du consistoire du 15 mars 1848 au titre cardinalice de Sant'Eustachio. Il a été le dernier cardinal vivant à ne jamais avoir été prêtre mais il fut cependant nommé diacre quelque temps après.
Le cardinal Mertel est président du Conseil pour les affaires internes de l'État et ministre sans portefeuille de 1858 à 1863, préfet de l'économie de la Congrégation pour la Propaganda Fide, président du Conseil suprême d'État et préfet du Tribunal suprême de la Signature apostolique. Il participe au Ier concile œcuménique du Vatican en 1869-1870 et au conclave de 1878, lors duquel Léon XIII est élu. Il est vice-chancelier de la Sainte-Église de 1884 à sa mort. À ce titre, il est nommé au titre de San Lorenzo in Damaso.
Il meurt le  11 juillet 1899, après un cardinalat de 41 ans et 128 jours, de mars 1858 à juillet 1899.

### Sources
- (en) Fiche du cardinal sur le site fiu.edu